# Sympistis arizonensis
Sympistis arizonensis là một loài bướm đêm thuộc họ Noctuidae. Nó được tìm thấy ở đông nam Arizona cũng như miền bắc Colorado. Danh pháp đồng nghĩa của nó là Oncocnemis arizonensis, nhưng đã được chuyển sang chi Sympistis năm 2008.
Sải cánh dài khoảng 33 mm.